# Lijst van ridderorden in Bolivia
Sinds Bolivia in 1825 onafhankelijk werd van Spanje heeft het land zes ridderorden ingesteld.
- De Nationale Orde van de Condor van de Andes (1921)
- De Nationale Orde van Simon Bolivar
- De Orde van Militaire Verdienste (1927)
- De Orde van Maritieme Verdienste
- De Orde van Verdienste voor de Luchtmacht
- Het Legioen van Eer (1866)
- De Nationale Orde van Verdienste voor het Publieke Welzijn